# 索氏火口魚
索氏火口鱼，为辐鳍鱼纲鲈形目隆头鱼亚目慈鲷科的其中一种，分布于中美洲墨西哥Grijalva河流域，体长可达7.9公分，栖息在水流快速的溪流中上游，生活习性不明。

## 扩展阅读
維基物種上的相關：索氏火口鱼